# Rosario (1909)
La Rosario fue una cañonera de la marina de guerra de Argentina construida en 1909, gemela de la Paraná. Estuvo en servicio de 1908 a 1956.

## Construcción
Construida por el astillero Armstrong de Newcastle upon Tyne, Inglaterra, fue botada 1908 y asignada 1909. Previo a partir a Argentina, presenció la inauguración de una estatua de José de San Martín en Boulogne-sur-Mer, Francia.

## Historia de servicio
En 1915 trasladó a Argentina los restos del almirante Onofre Betbeder, fallecido en Estados Unidos.
En 1939 la cañonera Rosario escoltó al rastreador Drummond que transportaba al presidente electo de Paraguay José Félix Estigarribia a Asunción. Sufrió una avería y fue relevado por la cañonera Paraná.
Pasó a reserva en 1951 permaneciendo en la Base Naval Río Santiago de Ensenada. Fue dada de baja en 1956 y vendida para el desguace en 1959.